# Trithrinax acanthocoma
Trithrinax acanthocoma Drude é uma palmeira pertencente à família Arecaceae, e muitas vezes tem sido tratada como sinonímia de Trithrinax brasiliensis. É também conhecida popularmente por carandaí, caraná, carandá, caraná-moroti, crandá-piranga, carandaúba, buriti-palito e palmeira-leque. Esta espécie possui grande beleza paisagística e é tolerante a seca e ao frio, porém é praticamente desconhecida no mercado consumidor, sendo cultivada geralmente por colecionadores e jardins botânicos.

## Sinonímia e esclarecimento
Erroneamente identificada em trabalhos
científicos e coleções botânicas como T. brasiliensis (Sühs & Putzke 2010, Carvalho 2010). A espécie T. acanthocoma ocorre naturalmente nos três estados sulinos do Brasil e no Paraguai, em populações geralmente com poucos indivíduos; é característica da Floresta Ombrófila Mista; como um elemento estranho aparece na região do Morro dos Conventos, em zona da mata pluvial da encosta Atlântida em Araranguá - SC (Reitz 1974), bem como em Torres, no Parque Estadual de Itapeva. No RS a espécie ocorre em altitudes superiores aos 450 m, nos municípios da serra do nordeste, no Vale do Rio Pardo (Sühs & Putzke 2010), Cruz Alta (Mattos 1977), Giruá (segundo a coleta RGS 311 – HAS 4331) e provavelmente em outros municípios do Planalto gaúcho. É a espécie do gênero com mais rápido desenvolvimento vegetativo. Por muitos anos a espécie T. brasiliensis, citada para os campos do RS, representou o gênero. Em 1878, Drude descreveu para o mesmo estado T. acanthocoma; no ano seguinte outra espécie, achada na Argentina e inicialmente batizada como Copernicia campestris Burmeist., foi renomeada
por Drude e Grisebach como T. campestris. Drude (1882) considerou também como uma espécie distinta a planta achada por Martius (1844) na Bolívia e figurada no seu Palmetum Orbignyanum como T. brasiliensis, lhe dando o nome de T.
schyzophylla, cuja descrição é encontrada na Flora Brasiliensis. A última espécie, T. biflabellata foi descrita por Barbosa Rodrigues (1899). Atualmente duas dessas espécies (que ocorrem no Brasil:
T. acanthocoma e T. biflabellata) encontramse erroneamente sinonimizadas (Mattos 1977; Henderson et al. 1995; Carvalho 2010). Mattos (1977) citou para o RS apenas uma espécie com duas variedades (var. acanthocoma e var. brasiliensis),
no entanto, segundo o local do material estudado, o nome dado às variedades está trocado, neste trabalho o autor comenta que T. brasiliensis é “mais ou menos entouceirada”, fato que não caracteriza
ambas as espécies gaúchas; esta confusão deve-se provavelmente à descrição de Martius, que no seu Palmetum Orgygnianum havia reconhecido T schyzophylla (entouceirada, encontrada na Bolívia
e extremo norte da Argentina) como T. brasiliensis.
Já Pingitore (1978) reconheceu as 5 espécies. Lorenzi et al. (2010) reconheceu 3 espécies como nativas do Brasil, no entanto a T. schyzophylla apresentada na obra é na verdade T. biflabellata
Barb. Rodr. (a única que ocorre no MS).

## Características botânicas gerais
É uma palmeira solitária, com estipe de 2 a 15 m de altura e 17 a 35 cm de diâmetro, recoberta por uma rede de fibras muito rígidas dispostas de maneira oblíqua e entrecruzada, engrossadas na parte superior e terminadas em agulhões lignificados, muito persistentes (o conjunto de bainhas mortas com fibras espinhentas permanece aderido ao caule por vários anos), eventualmente perdendo parte deste revestimento pela ação do fogo. Folhas flabeliformes, verde-escuras na parte de cima, cobertas por indumento esbranquiçado na parte de baixo (esta última característica confere tom prateado as folhas, conforme as diferentes angulações de incidência da luz solar), bainhas de 16 a 26 cm de comprimento, contendo reforço central, pecíolo de 64 a 90 x 3 a 3,3 cm, segmentos foliares em número de 37 a 45, com 87 a 103 x 4,5 cm, contendo uma ponta dupla (6 a 16 cm da extremidade) pungente. Inflorescência com 6 a 7 ramificações principais, com pedúnculo recurvado, profilo de 30 a 28 x 6 a 9 cm, brácteas pedunculares em número de 6 a 7 (uma para cada ramificação do pedúnculo), 34 a 70 ráquilas por inflorescência. Frutos globosos, de 1,5 a 2,2 cm de diâmetro.

## Ocorrência
As listas atuais da Flora Arbórea e Arborescente do Rio Grande do Sul e Flora Brasileira não citam a existência desta espécie no Brasil, sendo classificada como Trithrinax brasiliensis. Entretanto, devido há diferenças nas características botânicas, Lorenzi (2010) cita que a espécie é suficientemente diferente de T. brasiliensis e por isso a classificando como espécie diferente.

## Habitat
É encontrada na região sul do Brasil, no Planalto Meridional, em campos sujos e bordas de matas de pinhais, sempre gregária, formando colônias pequenas.

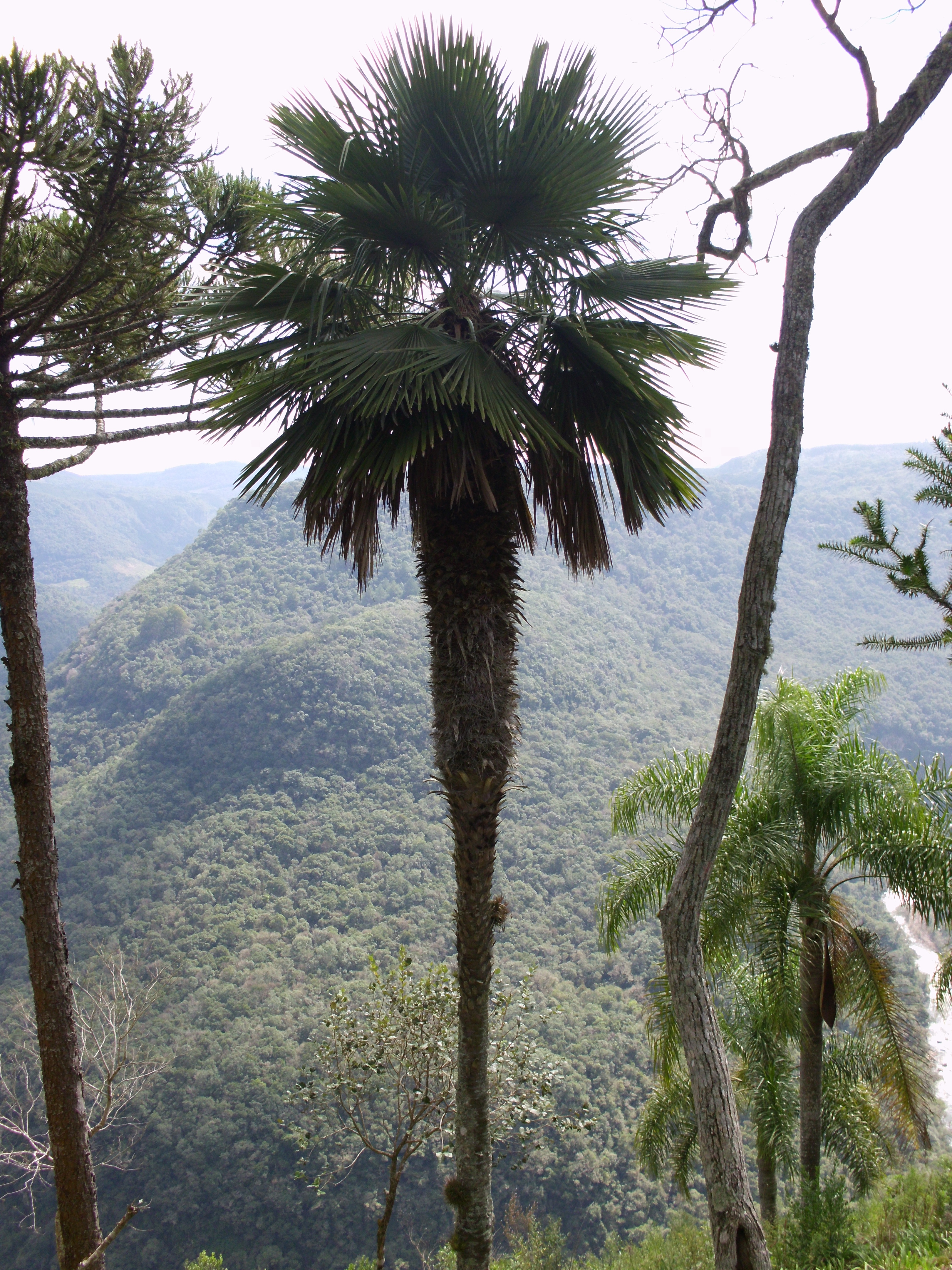
Trithrinax acanthocoma no Parque da Ferradura, Gramado, RS
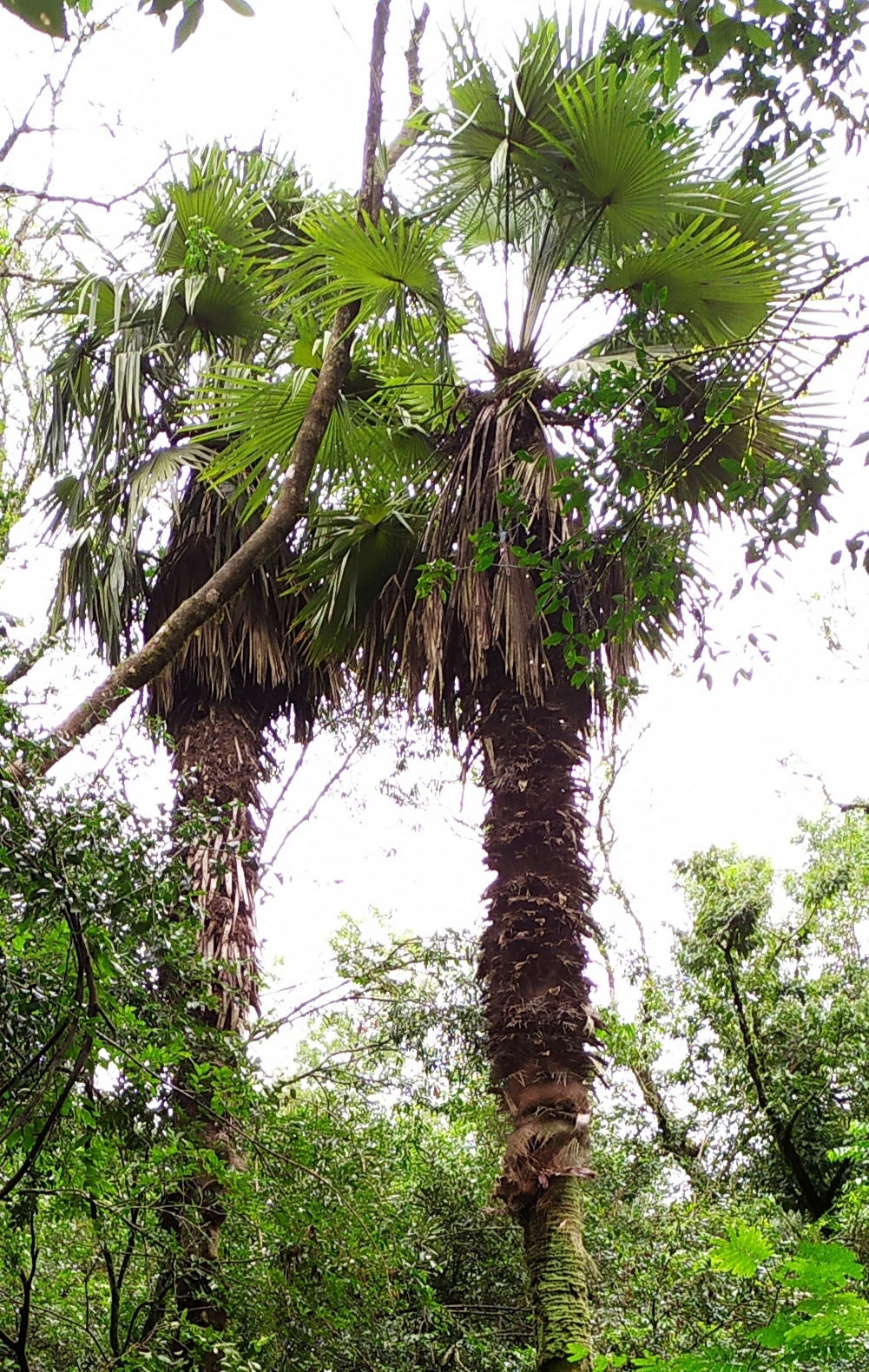
Trithrinax acanthocoma em Secção "A", Cândido Godói-RS, Brasil